# Київська міжнародна фондова біржа
ПАТ «Київська міжнародна фондова біржа» (КМФБ) — фондова біржа цінних паперів України. Зареєстрована 3 липня 1997 року. Засновниками КМФБ є 27 недержавних юридичних осіб, серед яких ряд провідних комерційних банків та відомих операторів фондового ринку України. Статутний фонд біржі — 25 000 000 грн., сформований за рахунок простих іменних акцій номінальною вартістю 10 грн. Біржа створена, як недержавний ринковий інститут загальнонаціонального значення для роботи на ринку цінних паперів, в основу організаційної структури якого покладені світові стандарти торгівлі, що необхідні для обслуговування міжнародних потоків фінансових інструментів.
Починаючи з липня 1996 року біржа підтримує приватизаційні процеси в Україні шляхом проведення щотижневих аукціонних торгів з продажу державних пакетів акцій підприємств, що приватизуються. Також біржа активно займається розвитком вторинних торгів цінними паперами, де проводяться торги акціями відкритих акціонерних товариств та іншими фінансовими інструментами між 78 брокерськими конторами біржі.
З липня 1998 року біржа почала діяти, як саморегульована організація на фондовому ринку України та об'єднувала найбільшу кількість професійних учасників фондового ринку — 236 торговців цінними паперами.
Протягом останніх років входить до трійки фондових бірж України за обсягом торгів і кількістю виконаних біржових угод.